# Rachel Corrie

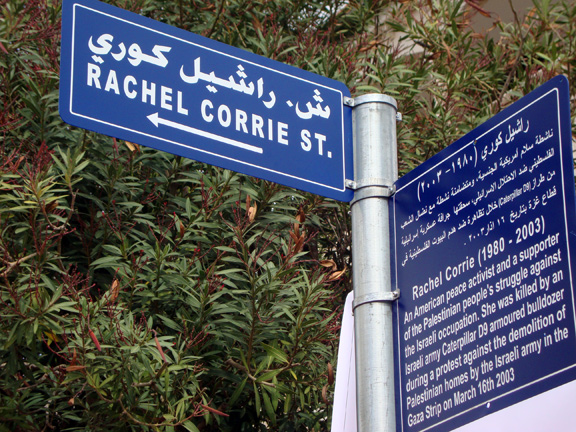
Jedna z ulic w Ramallah została nazwana imieniem Rachel Corrie

Rachel Corrie (ur. 10 kwietnia 1979 w Olympii, zm. 16 marca 2003 w Rafah) – amerykańska aktywistka pokojowa, członkini International Solidarity Movement, która zginęła zmiażdżona przez buldożer przy próbie pokojowego powstrzymania (w roli ludzkiej tarczy) wyburzania jednego z domów w Strefie Gazy. Jej śmierć odbiła się szerokim echem na całym świecie. W 2005 roku premierę miała sztuka Alana Rickmana i Katharine Viner pt. „My Name Is Rachel Corrie”, opowiadająca o historii aktywistki. W 2008 roku wydano książkę „Let Me Stand Alone”, w której zebrane zostały notatki, pamiętniki i listy Rachel.
28 sierpnia 2012 roku izraelski sąd uznał śmierć Rachel za nieszczęśliwy wypadek i uwolnił kierowcę buldożera od stawianych mu zarzutów.